# María Bertolani del Río
María del Río (Reggio Emilia, 12 de febrero de 1892 - Casina, 9 de julio de 1978) fue una médica, científica e historiadora italiana. Fue la primera doctora empleada por el Instituto Psiquiátrico San Lazzaro en Reggio Emilia.

## Biografía
María Del Río nació en Reggio Emilia el 12 de febrero de 1892, en una familia altamente educada. Hija de Pietro, jefe de cirugía del hospital Santa Maria Nuova.
Estudió medicina en la Universidad de Génova junto a Enrico Morselli (1852-1929), psiquiatra y antropólgo italiano, y Edoardo Maragliano (1849-1940) académico y médico italiano creador de la primera vacuna antituberculosa (llamada "Vaccino Maragliano") y senador del Reino de Italia desde 1900. Se graduó en 1915 con Dante Pacchioni (1872-1953), Director de la Clínica Pediátrica de la Universidad de Génova, con una tesis sobre la acondroplasia, displasia ósea ocasionada por un trastorno genético y la principal causa de enanismo. Realizando investigaciones para su tesis, comenzó a trabajar en el Hospital psiquiátrico de San Lazzaro, actualmente convertido en un Museo Histórico de Psiquiatría. Allí conoció a Aldo Bertolani, médico italiano especializado en psiquiatría y profesor de antropología criminal, que en ese momento trabajaba en el instituto como asistente temporal, y con quien más tarde se casó.

## Trayectoria
Su trabajo en San Lazzaro continuó hasta la década de 1940, contribuyendo a la par en numerosas colaboraciones con la revista vinculada al instituto, el Rivista Sperimentale di Freniatria. La primera de las contribuciones fue realizada en 1916, un artículo sobre enfermedades mentales en mujeres en relación con la guerra [1]. En 1921 fue puesta a cargo de la Escuela de Colonia, o escuela especial "A. Marro", para niños con discapacidad mental considerados capaces de rehabilitación, fundada por Giuseppe Guicciardi, donde niños y jóvenes "frenéticos responsables" eran tratados principalmente a través de la ergoterapia [2] y diversos métodos terapéuticos que incluían aprender a hacer objetos hechos a mano.
En 1932 la escuela fue invitada a participar en la Exposición Nacional Fascista del Trabajo Femenino, que presentó una exhibición de artefactos que mostraban "aspectos de las tradiciones locales que se debían tener en alta estima". En la comunidad de Reggio Emilia no existía tal artesanía artística, por lo que María decidió inventarla.
María era una gran apasionada de la figura de Matilde di Canossa, también conocida como la Gran Condesa, una poderosa señora feudal y una de las mujeres más influyentes de la Edad Media por sus actuaciones políticas y militares. Matilde di Canossa poseía grandes propiedades entre Lombardía y Toscana, con su punto focal en el castillo de Canossa. Inspirada y apasionada por la epopeya de Canossan, María comenzó a desarrollar una antología de estilos y diseños románicos, reproduciendo con diferentes materiales los motivos ornamentales típicos del arte románico. Esta recopilación resultó en un álbum llamado Ars Canusina, publicado en 1935, que dio nombre a esta forma de artesanía. El álbum tomó la forma de una colección de diseños obtenidos mediante la transferencia de figuras de piedra a papel, con el cuidado de resaltar sus proporciones geométricas originales. Era una colección de motivos figurativos esencialmente del arte románico y, al mismo tiempo, característicos del área local. Las actividades realizadas con la técnica Ars Canusina comenzaron a dar apoyo económico al internado, por petición del hospital de San Lazzaro. Ya en 1933, presentando los primeros resultados de la terapia en la Revisión Experimental de Freniatria, María del Río redactó: «Parece que una llama, mantenida encendida en el linaje, a través de generaciones y generaciones, pero debilitada y casi invisible, ahora revive y brilla con un nuevo esplendor. A pesar del daño de la enfermedad, la atracción por el trabajo artístico, el placer de la creación individual y personal, que destaca la capacidad de uno, actúa como un poderoso estímulo y conduce a resultados inesperados»[3].

## Contribuciones en la medicina
Junto a la actividad científica, Maria Del Río cultivó una pasión por la comunidad de Reggio, la épica Matilde di Canossa, el arte románico y la historia de la hospitalidad, la cual se continuó una vez que se retiró del oficio en 1952. Fue parte del grupo de fundadores de CISO (Centro Italiano de historia de la salud y la hospitalidad) y secretaria durante la celebración del primer Congreso Nacional celebrado en Reggio Emilia en 1956. En 1960 fue secretaria del Comité Científico del primer Congreso Europeo de Historia de la Salud, organizado en Reggio Emilia en junio de ese año. Fue miembro activo de la Diputación de Historia de la Patria de las antiguas provincias de Módena y se dedicó al estudio del territorio mediante la publicación de varios volúmenes, incluido el castillo más importante de Reggio. Se dedicó más ampliamente a la investigación histórico-científica al publicar los eventos históricos del hospital San Lazzaro y el hospital Santa Maria Nuova,así como de los hospitales construidos en las provincias de Módena y Reggio y a lo largo de La Via Emilia durante la Edad Media. También se entregó al estudio, desde un punto de vista psicológico y patológico, de personalidades eminentes del área de Reggio, como el duque de Guastalla, Giuseppe Maria Gonzaga y el pintor Antonio Allegri da Correggio.

## Muerte y patrimonio humano y cultural
Maria Bertolani Del Río murió en Casina el 9 de julio de 1978. Dejó su casa y sus posesiones a su comunidad, con la petición de construir lo que ahora es la "Villa María", una casa de reposo para discapacitados. Al párroco de Casina le dejó la marca del negocio Ars Canusina, y en 1990 este lo donó al Municipio, que aún se encarga de su promoción. La Diputación de la historia de la Patria para las antiguas provincias de Módena, le dedicó una ronda de estudio en colaboración con la administración del Hospital Santa Maria Nuova de Reggio Emilia y el Centro Italiano de Historia de Salud y Hospitalidad. El volumen de registros apareció en junio de 1979. El Centro Italiano de Historia Hospitalaria y el Municipio de Casina organizaron la conferencia conmemorativa "Una psiquiatra entre ciencia, historia, arte y solidaridad: Maria Bertolani Del Río", que tuvo lugar en Casina el 11 de julio de 1998. El volumen que contiene los documentos fue publicado en el año 2000. Se celebró una nueva conferencia en la Biblioteca Científica C. Livi del antiguo hospital de San Lazzaro, en colaboración con el Municipio de Casina, el Ausl de Reggio Emilia y la Diputación de la Sección de Historia de la Patria de Reggio Emilia bajo el nombre "María Bertolani Del Río doctora, historiadora, mujer, arquitecta de la emancipación humana. Jornada de estudio abierta a la ciudadanía sobre la figura de un ilustre Reggio del siglo XX y una mujer nacional"[4]. Tanto en Reggio Emilia como en Casina, una calle lleva su nombre. Hoy Ars Canusina es la artesanía artística típica de la zona de Reggio Emilia. En la torre del homenaje, en el primer piso, hay una sala dedicada a María Del Río.

## Obras

### Psiquiatría
- Enfermedades mentales en mujeres en relación a la guerra, «Rivista sperimentale di freniatria», vol. 42, 1916, p. 87
- Función ovárica y neuromuscular, «Rivista sperimentale di freniatria», vol. 42, 1917, p. 356
- Hemipertrofia facial asociada con paladar hendido, «Rivista sperimentale di freniatria», vol. 43, 1918, p. 266
- Malformaciones múltiples de las extremidades superiores, «Rivista sperimentale di freniatria», vol. 44, 1920, p. 87
- Estudios recientes sobre la etiología y el tratamiento de la esclerosis de la placa, «Rivista sperimentale di freniatria», vol. 44, 1920, p. 629
- Demencia temprana y manifestaciones de espasmofilia, «Rivista sperimentale di freniatria», vol. 45, 1921, p. 125
- Primer trimestre de funcionamiento de la Escuela de Colonia "A.Marro", in «Rivista sperimentale di freniatria», vol. 45, 1921, p. 494
- Sobre la llamada miositis osificante progresiva, «Rivista sperimentale di freniatria», vol. 47, 1923, p. 391
- La primera década de la Escuela de Colonia "A.Marro" «Rivista sperimentale di freniatria», vol. 55, 1931, p. 648
- Trabajo artesanal y ergoterapia "Ars Canusina" «Rivista sperimentale di freniatria», vol. 57, 1933, p. 961
- Procesos de eliminación en la disfunción tiroidea «Rivista sperimentale di freniatria», vol. 58, 1934, p. 393
- La Escuela de Colonia "A.Marro" «Rivista sperimentale di freniatria», vol. 62, 1938, p. 737
- Un caso de lipodistrofia progresiva «Rivista sperimentale di freniatria», vol. 64, 1940, p. 145
- ¿Pueden ocurrir convulsiones en los epilépticos previniendo el sueño por cierto tiempo? «Rivista sperimentale di freniatria», vol. 64, 1940, p. 159

## Artículos relacionados
- Matilde de Canossa
- Terapia Ocupacional